# 山田耕筰の楽曲一覧
山田耕筰の楽曲一覧は、日本の作曲家、山田耕筰が作曲した楽曲の一覧。 

## 分野別一覧

### オペラ
| 作品名       | 作曲年 | 備考                                                   |
| ------------ | ------ | ------------------------------------------------------ |
| 堕ちたる天女 | 1913   | 坪内逍遥の戯曲を原作とする、羽衣伝説を題材にした楽劇。 |
| あやめ       | 1931   | オペラ・バレエ。                                       |
| 黒船         | 1940   | 黒船来航を題材にしたオペラ。                           |
| 香妃         | -      | 未完。團伊玖磨が補筆完成させた。                       |
| サムパギィタ | -      | 台本のみ                                               |
| 死の婚礼     | -      | 台本のみ                                               |

### 劇音楽・舞踏詩曲
| 作品名                             | 作曲年 | 備考                                    |
| ---------------------------------- | ------ | --------------------------------------- |
| 舞踊詩曲「青い焔」                 | 1916   |                                         |
| 舞踊詩曲「明暗」                   | 1916   |                                         |
| 舞踊詩曲「マリア・マグダレーナ」   | 1916   |                                         |
| 劇音楽「タンジールの死」           | 1920   | 全5曲。編成はハルモニウムと弦楽四重奏。 |
| 劇音楽「指鬘外道」                 | 1920   | 柳原白蓮の戯曲を原作とする。            |
| 舞踊詩曲「盲鳥」                   | 1922   |                                         |
| 劇音楽「忠義」                     | 1928   |                                         |
| 劇音楽「星の世界へ」               | ?      | 木下杢太郎の戯曲を原作とする。          |
| 劇音楽「わしも知らない」           | ?      | 武者小路実篤の戯曲を原作とする。        |
| 劇音楽「信仰」                     | ?      |                                         |
| 舞踊詩曲「若きケンタウェルとニンフ | ?      |                                         |
| 舞踊詩曲「日記の一頁」             | ?      |                                         |
| 舞踊詩曲「ねたましき朝の光」       | ?      |                                         |
| 詩朗読の付随音楽『千曲川旅情の歌』 | ?      | 島崎藤村による                          |
| 詩朗読の付随音楽『地雷爆発』       | ?      | 北原白秋による                          |
| 劇音楽『ハムレット』               | ?      |                                         |

### 映画音楽
| 作品名     | 上演年 | 備考 |
| ---------- | ------ | ---- |
| 働く手     | ?      |      |
| 黎明       | 1919   |      |
| 新しき土   | 1937   |      |
| 国民の誓   | 1938   |      |
| 牧場物語   | 1938   |      |
| 川中島合戦 | 1941   |      |
| 戦国群盗伝 | 1959   |      |

### 交響曲
| 作品名                         | 作曲年 | 備考                 |
| ------------------------------ | ------ | -------------------- |
| 交響曲「勝どきと平和」         | 1912   | 日本で最初の交響曲。 |
| 舞踏交響曲『マグダラのマリア』 | 1916   |                      |
| 交響曲「明治頌歌」             | 1921   |                      |
| 長唄交響曲第1番『越後獅子』    | ?      | 紛失                 |
| 長唄交響曲第2番『吾妻八景』    | ?      | 紛失                 |
| 長唄交響曲第3番『鶴亀』        | 1934   |                      |
| 交響曲『昭和讃頌』             | 1938   |                      |
| 鉄道交響曲                     | 1942   |                      |

### 管弦楽曲

#### 交響詩
| 作品名               | 作曲年 | 備考                                   |
| -------------------- | ------ | -------------------------------------- |
| 交響詩『暗い扉』     | 1913   | 日本で最初の交響詩。                   |
| 交響詩『曼陀羅の華』 | 1913   | 「暗い扉」と同時期に制作された姉妹作。 |
| 交響詩『神風』       | 1940   |                                        |
| 交響詩『おやさま』   | 1956   |                                        |

#### その他の管弦楽曲
| 作品名                                              | 作曲年 | 備考                 |
| --------------------------------------------------- | ------ | -------------------- |
| 序曲 ニ長調                                         | 1912   | 日本で最初の管弦楽曲 |
| 『君が代』による御大典奉祝前奏曲                    | 1915   |                      |
| 日本組曲                                            | 1915   | 編曲作品             |
| 連作「源氏楽帖」                                    | 1917   |                      |
| 舞踊詩「野人創造」                                  | 1922   |                      |
| 交響狂詩楽「太湖船」                                | 1924   |                      |
| 祝典序曲『紀元2600年』                              | 1940   |                      |
| 満州国建国十周年慶祝曲                              | 1942   |                      |
| 壽式三番叟の印象による組曲風の祝典曲                | 1958   |                      |
| プリンス・ウェールズへの祝祭前奏曲                  | ?      |                      |
| 組曲「あやめ」                                      | ?      |                      |
| 舞曲「サロメの舞」                                  | ?      |                      |
| 童謡組曲『幼き日』                                  | ?      |                      |
| 大和楽『砧』                                        | ?      |                      |
| 前奏曲『INNO BRITANICA』                            | ?      |                      |
| 放送会館落成記念祝賀管弦楽『NHK讃歌・わが庭のバラ』 | ?      |                      |

#### 吹奏楽曲
| 作品名             | 作曲年 | 備考 |
| ------------------ | ------ | ---- |
| 初春の前奏と行進曲 | ?      |      |
| 第三艦隊行進曲     | ?      |      |
| 連合艦隊行進曲     | ?      |      |

### 室内楽曲
| 作品名                            | 作曲年   | 編成                                 | 備考 |
| --------------------------------- | -------- | ------------------------------------ | --- |
| 弦楽四重奏のためのメヌエット      | ?        | 弦楽四重奏                           | |
| 三重奏曲『まきば 朝昼晩』         | ?        | フルート、ヴァイオリン、ピアノ       | |
| ルナに ニ長調                     | 1907?    | ヴァイオリンとピアノ                 | [ 3 ] |
| 負ひめ 変ニ長調                   | 1907     | ヴァイオリンとピアノ                 | [ 4 ] |
| ヴァイオリン二重奏曲 ヘ長調       | ?        | 2挺のヴァイオリンとピアノ            | [ 5 ] |
| アレグレット・ブリランテ ト長調   | ?        | ヴァイオリンとピアノ                 | [ 6 ] |
| 弦楽四重奏曲第1番 ヘ長調          | 1908     | 弦楽四重奏                           | 未完 |
| 弦楽四重奏曲第2番 ト長調          | 1908     | 弦楽四重奏                           | |
| 弦楽四重奏曲第3番 ハ短調          | 1908     | 弦楽四重奏                           | 未完 |
| ロマンス ニ長調                   | 1909     | チェロとピアノ                       | [ 7 ] |
| ピアノ五重奏曲 ハ長調『婚姻の響』 | 1913     | ピアノと弦楽四重奏                   | 1913年8月17日、ベルリンで作曲。友人である多久寅の結婚通知に接し、その祝いのために書かれた。                                         |
| 夕べの歌 ト長調                   | 1920 ca. | ヴァイオリンとピアノ                 | [ 9 ] |
| まきば                            | 1920 ca. | ヴァイオリンとピアノ                 | 「朝」（イ短調）、「昼」（イ長調）、「夕」（ヘ長調）の全3楽章からなる。                                                             |
| 哀愁の日本 ト短調                 | 1921     | ヴァイオリンとピアノ                 | 1921年2月に来日したミッシャ・エルマンに献呈された。                                                                                 |
| 太湖船                            | 1923     | ヴァイオリンとピアノ                 | 中国の芝居太湖船の音楽による楽曲。                                                                                                  |
| 日本組曲                          | 1924     | ヴァイオリンとピアノ                 | 「さらし」、「お江戸日本橋」、「活惚（かっぽれ）」の全3曲からなる。オリジナルはピアノ独奏曲。管弦楽編曲もされている。               |
| 慰霊曲 ト短調                     | 1925     | ハルモニウムと弦楽四重奏             | 叔父・大塚正心の死を悼んで作曲された。                                                                                              |
| からたちの花 ト長調               | 1928     | ヴァイオリン（またはチェロ）とピアノ | 原曲は同名の歌曲。 |
| 母の子守歌 ト短調                 | 1928     | ヴァイオリンとピアノ                 | [ 16 ] |
| 泊り舟 ホ短調                     | 1928     | ヴァイオリンとピアノ                 | [ 17 ] |
| 野薔薇 ホ短調                     | 1928     | ヴァイオリンとピアノ                 | 嘉納鉄夫に献呈。 |
| 「この道」を主題とせる変奏曲      | 1930     | フルートとピアノ                     | 岡村雅雄に献呈。1930年10月の山田耕作楽壇生活25年祝賀演奏会第2夜にて、岡村のフルートとカテリーナ・トドロヴィチのピアノで初演された。 |

### ピアノ独奏曲
| 作品名                                   | 作曲年 | 備考 |
| ---------------------------------------- | ------ | --- |
| ピアノソナタ第1番                        | ?      | |
| ソナチネ                                 | ?      | |
| 変奏曲 ハ長調                            | 1912   | |
| 彼と彼女－7つのポエム－                  | 1914   | |
| 夜の歌 I                                 | 1914   | |
| プチ・ポエム集                           | 1915   | 全12曲。 |
| 詩曲 ロ短調                              | 1915   | 「音の流れ」第8曲。 |
| 若きケンタウル 5つのポエム               | 1915   | |
| 主題と変奏「母に捧げる更衣曲」           | 1915   | |
| 迎春                                     | 1916   | 「音の流れ」第10曲。 |
| 夜の歌 II                                | 1916   | [ 20 ] |
| 組曲「子供とおったん」                   | 1916   | 「もうおっきしたの」、「目かくしごっこ」、「暢気なお囃し」、「さあいっしょに歌ひませう」、「怖いお囃し」、「静かな午后」、「奴の彌次郎兵衛」、「叔父の心」、「夕やけこやけ」、「星の子守唄」の全10曲。  |
| アンプロムプチュ (即興曲)                | 1916   | |
| 夢噺し                                   | 1916   | [ 20 ] |
| みのりの涙                               | 1916   | [ 20 ] |
| 青い焔                                   | 1916   | 「音の流れ」第6曲 |
| 黎明の看経                               | 1916   | 「音の流れ」第9曲 |
| 「夜の歌」に寄せて                       | 1916   | [ 26 ] |
| 春雨                                     | 1916   | [ 27 ] |
| スクリャービンに捧ぐる曲                 | 1917   | 「夜の詩曲（POÈME NOCTURNE “PASSIONE”）」、「忘れ難きモスコーの夜（UNE NUIT INOUBLIABLE À MOSCOU）」の全2曲からなる。1917年、モスクワ滞在時に聴いたスクリャービンのピアノ曲に感銘を受けて作曲された。   |
| 『哀詩－「荒城の月」を主題とする変奏曲』 | 1917   | 序奏、11の変奏、コーダからなる。 |
| 2つのソナチネ                            | 1917   | |
| 夜の詩曲                                 | 1917   | |
| 源氏楽帖                                 | 1917   | い「桐壺の巻」より、ろ「若葉の巻」より、は「末摘花の巻」より、に「紅葉の賀の巻」より、ほ「花散る里の巻」より、へ「花の宴の巻」より、と「須磨の巻」よりの全7曲からなる。オリジナルは管弦楽のための組曲。 |
| 牧場の静夜                               | 1917   | [ 31 ] |
| 春の夜の夢                               | 1917   | 紛失。 |
| 月光に悼さして                           | 1917   | [ 32 ] |
| ただ流れよ                               | 1917   | [ 33 ] |
| 壷の一輪                                 | 1917   | [ 34 ] |
| 妬の火                                   | 1917   | [ 35 ] |
| 聖福 1                                   | 1917   | [ 36 ] |
| 聖福 2                                   | 1917   | [ 36 ] |
| 詩曲 ホ長調                              | 1917?  | [ 37 ] |
| クランフォード日記二章 附 舞踏曲一章     | 1918   | 「樹蔭の午後（Après-midi au-dessous des arbres）」、「泣きぬるゝ柳（Le saule pleulent）」、「舞踊曲（On the Negro’s strain, We Dance!）」の全3曲からなる。                                              |
| 日本風の影絵                             | 1918   | 「おはよう」、「今日は」、「今晩は」、「おやすみ」の全4曲からなる。 |
| 古代日本の芸術的舞踊曲                   | 1918   | 「鶴亀」、「京の四季」、「千鳥の曲」の全3曲からなる。 |
| 組曲「夢の桃太郎」                       | 1921   | 「Prelude 夢路」、「Minuettino 流の桃」、「Waltz 誕生の喜」、「Rondinetto 森のたはむれ」、「Scherzino diabolo 鬼が島」、「Marcia trionfante 凱旋」の全6曲からなる。                                     |
| ピアノのための「からたちの花」           | 1928   | [ 42 ] |
| 詩曲                                     | 1928   | [ 43 ] |
| 前奏曲 ト短調                            | 1928   | |
| 前奏曲 変ホ長調                          | 1929   | |
| 前奏曲「聖福」                           | 1937   | |
| 春夢                                     | 1937   | |
| 六段                                     | ?      | 1920年出版。 |
| コドモのソナタ 変ロ長調                  | ?      | 全3楽章。1928年出版。 |

### 声楽

#### 合唱曲
| 作品名                                      | 作詞者                 | 作曲年 | 備考                                                                   |
| ------------------------------------------- | ---------------------- | ------ | ---------------------------------------------------------------------- |
| 秋の宴                                      | エドゥアルト・メーリケ | 1912   | ベルリン王立高等音楽学校の卒業制作として作曲                           |
| 梵音響流                                    | 野口米次郎             | 1930   | 「巴里仏国寺に捧ぐる曲」を改題                                         |
| カンタータ『聖戦讃歌 大陸の黎明』           | 北原白秋               | 1941   |                                                                        |
| カンタータ『沖縄絶唱譜』                    | 牛島満                 | 1945   |                                                                        |
| 秋の歌                                      | 大木惇夫               | 1948   | 昭和23年度全国児童唱歌コンクール（現 NHK全国学校音楽コンクール）課題曲 |
| カンタータ『天理教讃頌譜 教祖（おやさま）』 | 中山美伎               | 1956   | 第1楽章：句刻限、第2楽章：陽気つとめ、第3楽章：親ごころ                |
| 「宇宙の宮」建立祝典曲                      | 大木惇夫               | 1958   | 1. 宇宙の宮建立の歌 2. 薔薇の花に心をこめて 3. 宇宙の宮賛歌            |

#### 歌曲・歌曲集
| 作品名              | 作詞者                   | 備考                                                                           |
| ------------------- | ------------------------ | ------------------------------------------------------------------------------ |
| 野薔薇              | 三木露風                 |                                                                                |
| 唄                  | 三木露風                 |                                                                                |
| 歌曲集「AIYANの歌」 | 北原白秋                 | 「NOSKAI」「かきつばた」「AIYANの歌」「曼珠沙華」「気まぐれ」の全5曲からなる。 |
| からたちの花        | 北原白秋                 |                                                                                |
| 蟹味噌              | 北原白秋                 |                                                                                |
| この道              | 北原白秋                 |                                                                                |
| かやの木山の        | 北原白秋                 |                                                                                |
| 六騎                | 北原白秋                 |                                                                                |
| 鐘が鳴ります        | 北原白秋                 |                                                                                |
| 松島音頭            | 北原白秋                 |                                                                                |
| 中国地方の子守唄    | -                        | 編曲作品。                                                                     |
| ロシア人形の歌      | 北原白秋                 | 全5曲からなる。                                                                |
| 愛する人に          | エドゥアルト・メーリケ   |                                                                                |
| 漁師の娘            | テオドール・フォンターネ |                                                                                |
| 紫                  | 深尾須磨子               |                                                                                |
| かなしくも さやかに | 原 阿佐緒                | 「阿佐緒抒情歌集」(昭和4,1929)に掲載                                           |

#### 童謡
| 作品名         | 作詞者   | 備考 |
| -------------- | -------- | ---- |
| 赤とんぼ       | 三木露風 |      |
| お山の大将     | 西條八十 |      |
| 七夕           | 川路柳虹 |      |
| 砂山           | 北原白秋 |      |
| かえろかえろと | 北原白秋 |      |
| 酢模の咲くころ | 北原白秋 |      |
| ペチカ         | 北原白秋 |      |
| 待ちぼうけ     | 北原白秋 |      |
| あわて床屋     | 北原白秋 |      |

#### 軍歌・戦時歌謡
| 作品名                     | 備考                   |
| -------------------------- | ---------------------- |
| 杭州小唄                   |                        |
| 英霊讃歌                   |                        |
| 燃ゆる大空                 | 同名の戦争映画の主題歌 |
| のぼる朝日に照る月に       |                        |
| 翼の凱歌                   | 同名の戦争映画の主題歌 |
| 壮烈特別攻撃隊             |                        |
| 陸軍落下傘部隊の歌         |                        |
| 米英撃滅の歌               |                        |
| アッツ島決戦勇士顕彰国民歌 |                        |
| サイパン殉国の歌           |                        |
| 曙に立つ                   |                        |
| 小国民決意の歌             |                        |
| なんだ空襲                 |                        |

#### 国民歌
| 作品名                     | 備考 |
| -------------------------- | ---- |
| 明けゆく空（青年の歌）     |      |
| 空は青雲～全国青年団民謡～ |      |
| 全女性進出行進曲           |      |
| 霊峰富士                   |      |
| 健康歌                     |      |

#### 大学校歌等
| 作品名                                    | 作詞者                                   | 備考                                       |
| ----------------------------------------- | ---------------------------------------- | ------------------------------------------ |
| 早稲田大学応援歌「競技の使命」            | 五十嵐力                                 |                                            |
| 岩手医学専門学校 校歌                     | 土井晩翠                                 | 現：岩手医科大学                           |
| 岩手大学紅梅寮 寮歌                       | 土井晩翠                                 |                                            |
| 帝塚山学院大学 祝歌                       | 小野十三郎                               |                                            |
| 日本大学 校歌                             | 相馬御風                                 |                                            |
| 中央大学 第二校歌                         | 小林一郎                                 |                                            |
| 明治大学 校歌「白雲なびく」               | 児玉花外                                 | [ 49 ] [ 50 ]                              |
| 聖路加国際病院付属高等看護婦学校 校歌     | 大木惇夫                                 | 現：聖路加国際大学                         |
| 慶應義塾大学カレッジソング「幻の門」      | 堀口大學                                 |                                            |
| 東京大学運動会歌「大空と」                | 北原白秋                                 |                                            |
| 東洋大学校歌「亜細亜の魂」                | 林古渓                                   |                                            |
| 東京美術学校 校歌                         | 林古渓、川路柳虹                         | 現：東京芸術大学                           |
| 芝浦工業大学 校歌                         | 北原白秋                                 |                                            |
| 星薬科大学 校歌                           | 勝承夫                                   |                                            |
| 駒澤大学 校歌                             | 北原白秋                                 |                                            |
| 駒澤大学 第二応援歌                       | 北原白秋                                 |                                            |
| 東京都市大学 校歌                         | 相馬御風                                 | 武蔵工業大学の前身・武蔵高等工科学校旧校歌 |
| 東京農業大学 学歌「常磐の松風」           | 尾上柴舟                                 |                                            |
| 東京女子大学 校歌                         | 国文科学生有志                           |                                            |
| 大正大学 校歌                             | 北原白秋                                 |                                            |
| 一橋大学 校歌「一つ橋の歌（武蔵野深き）」 | 銀杏会同人                               |                                            |
| 岐阜薬科大学 校歌                         | 北原白秋                                 |                                            |
| 関西大学 学歌                             | 服部嘉香                                 |                                            |
| 同志社大学 学歌                           | 北原白秋                                 |                                            |
| 大阪歯科大学校歌                          | 北原白秋                                 |                                            |
| 京都大学ラグビー部 部歌                   | 都留勝利                                 |                                            |
| 京都女子大学・京都女子短期大学 校歌       | 野田仁一                                 |                                            |
| 龍谷大学 学歌                             | 学歌作成委員会                           |                                            |
| 関西学院大学 校歌                         | 北原白秋、由木康、エドマンド・ブランデン |                                            |
| 関西学院大学 応援歌「打ち振れ旗を」       | 竹中郁                                   |                                            |
| 芦屋女子短期大学 学歌「カレッヂ・ソング」 | 大木惇夫                                 | 現：芦屋学園短期大学                       |
| 山口高等商業学校 校歌                     | 土井晩翠                                 | 現：山口大学経済学部歌                     |
| 松山高等商業学校 校歌                     | 沼波武夫                                 | 現：松山大学                               |
| 九州専門学校 学歌                         | 高木孝詮                                 | 旧: 八幡大学 現：九州国際大学              |
| 松山高等商業学校 校歌                     | 沼波武夫                                 | 現：松山大学                               |
| 京城女子師範学校 校歌                     | 北原白秋                                 |                                            |
| 台湾総督府台北高等学校 第二校歌           | 西田正一                                 | 現：国立台湾師範大学                       |

#### 高校校歌等
中高一貫校など複数の学校機関で校歌が共通しているものは「#その他一貫校などの学校歌」に記載
- 北海道室蘭栄高等学校校歌（1928年制定の旧校歌／作詞：北原白秋）
- 青森県立八戸工業高等学校校歌（作詞：折口信夫）
- 岩手県立盛岡工業高等学校校歌（作詞：土井晩翠）
- 秋田県立秋田高等学校校友会歌（作詞：古川精一郎）
- 秋田県立能代工業高等学校校歌（作詞：相馬御風）
- 花輪高等女学校（秋田県立花輪高等学校の前身）校歌（作詞：北原白秋）
- 山形県立米沢工業高等学校校歌（作詞：土井晩翠）
- 山形県立鶴岡南高等学校校歌（作詞：山宮允[56]）
- 福島県立湯本高等学校校歌（作詞：大谷忠一郎）
- 群馬県立松井田高等学校校歌（作詞：鈴木比呂志）
- 埼玉県立熊谷高等学校校歌（作詞：石坂養平）
- 埼玉県立熊谷商業高等学校校歌（1936年4月制定、1960年10月まで歌われた旧校歌／作詞：長谷川昇）
- 千葉県立船橋高等学校校歌（作詞：サトウハチロー）
- 千葉県立野田高等学校校歌（作詞：北原白秋）
- 東京都立九段高等学校校歌（作詞：与謝野鉄幹）
- 東京都立両国高等学校準校歌「あゝ黎明の歌」（作詞：北原白秋）
- 東京都立第三商業高等学校校歌（作詞：前田夕暮）
- 東京都立千歳丘高等学校校歌（作詞：大木惇夫）
- 東京都立豊多摩高等学校校歌（作詞：金田一京助）
- 東京都立豊島高等学校校歌（作詞：佐佐木信綱）
- 東京都立小金井工業高等学校校歌（作詞：秋末一郎）
- 神奈川県立希望ヶ丘高等学校校歌（旧制 神中・神高）（作詞：佐佐木信綱）
- 神奈川県立湘南高等学校校歌（作詞：北原白秋）
- 新潟明訓高等学校校歌（作詞：相馬御風）
- 新潟県立六日町高等学校校歌（作詞：手塚義明）
- 富山県立富山高等学校校歌（作詞：大島文雄）
- 福井県立若狭高等学校校歌（作詞：山本和夫）
- 山梨県立身延高等学校校歌（作詞：北原白秋）
- 静岡市立清水商業高等学校校歌（作詞：北原白秋）
- 静岡県立島田商業高等学校校歌（作詞：八波則吉）
- 名古屋市立工芸高等学校校歌（作詞：山崎敏夫）
- 京都両洋高等学校校歌（作詞：小谷徳水）
- 京都府立亀岡高等学校校歌（作詞：南江治郎）
- 大阪府立鳳高等学校校歌（作詞：小室昌規）
- 大阪府立豊中高等学校校歌（作詞：北原白秋） [注釈 3]
- 大阪府立春日丘高等学校校歌（作詞：細川真）
- 兵庫県立兵庫工業高等学校校歌（作詞：富田砕花）
- 兵庫県立姫路西高等学校校歌「友にあたう」（作詞：阿部知二）
- 兵庫県立柏原高等学校校歌（作詞：富田砕花）
- 兵庫県立龍野実業高等学校校歌（作詞：三木露風）
- 島根県立大田高等学校校歌（作詞：土井晩翠）
- 岡山県立和気閑谷高等学校校歌（作詞：正富汪洋）
- 山口県立高森高等学校校歌（作詞：吉井勇）
- 香川県立丸亀城西高等学校校歌（作詞：堀沢周安）
- 福岡県立伝習館高等学校校歌（作詞：北原白秋）
- 福岡県立門司高等学校第二校歌 - 2009年3月閉校（作詞：北原白秋）
- 長崎県立大村高等学校校歌（1928年制定の旧校歌／作詞：土井晩翠）
- 大分県立三重高等学校校歌 - 2008年3月閉校
- 大分県立森高等学校校歌（作詞：梅木兜士弥）
- 宮崎県立延岡高等女学校（現：宮崎県立延岡高等学校）校歌（作詞：北原白秋）
- 台北州立台北第三中学校校歌（現：国立台湾師範大学附属高級中学）（作詞：大欣鉄馬（中国語版））

#### 中学校校歌
中高一貫校など複数の学校機関で校歌が共通しているものは「#その他一貫校などの学校歌」に記載
- 岩手県一関市立一関中学校校歌（作詞：大木惇夫）
- 宮城県気仙沼市立気仙沼中学校校歌（作詞：上坂酉三）
- 栃木県小山市立豊田中学校校歌（作詞：武田祐吉）
- 埼玉県鴻巣市立鴻巣中学校校歌（作詞：綱島憲次）
- 東京都新宿区立牛込第一中学校校歌（作詞：大木惇夫）
- 東京都杉並区立井荻中学校校歌（作詞：藤浦洸）
- 東京都瑞穂町立瑞穂中学校校歌（作詞：巽聖歌）
- 神奈川県横浜市立市場中学校校歌（作詞：同校の副校長金子保雄による）
- 富山県富山市立芝園中学校校歌（作詞：大木惇夫）
- 石川県金沢市立小将町中学校校歌（作詞：室生犀星）
- 長野県高森町立高森中学校校歌（作詞：窪田空穂）
- 静岡県伊東市立南中学校校歌（作詞：大木惇夫）
- 愛知県豊田市立足助中学校校歌（作詞：相馬御風）
- 兵庫県西宮市立学文中学校校歌（1955年／作詞：藤浦洸）
- 山口県長門市立深川中学校校歌（1954年／作詞：田中俊資[57]）
- 徳島県北島町立北島中学校校歌（作詞：澤瀉久孝）
- 香川大学教育学部附属高松中学校校歌（作詞：河西新太郎）
- 三重県北牟婁郡紀北町立紀北中学校校歌

#### 小学校校歌
- 北海道釧路市立旭小学校校歌（1931年／作詞：北原白秋）[58]
- 秋田県鹿角市立尾去沢小学校校歌（1934年／作詞：北原白秋）
- 東京都港区立赤坂小学校校歌（作詞：大木惇夫）（旧檜町小学校から引き継ぐ）
- 東京都港区立高輪台小学校校歌（作詞：北原白秋）
- 東京都台東区立黒門小学校第一校歌（作詞：笹川臨風）
- 東京都墨田区立業平小学校校歌（1936年／作詞：北原白秋）[59]
- 東京都品川区立鈴ヶ森小学校校歌（作詞：藤浦洸）
- 東京都品川区立芳水小学校校歌（作詞：大木惇夫）
- 東京都大田区立蒲田小学校校歌（作詞：北原白秋）
- 東京都豊島区立池袋第一小学校校歌（1957年／作詞：大木惇夫）
- 神奈川県川崎市立宮前小学校（1959年／作詞：薮田義雄）
- 神奈川県川崎市立川崎小学校校歌（1933年／作詞：北原白秋）
- 神奈川県川崎市立下沼部小学校歌（作詞：藤浦洸）
- 神奈川県横須賀市立汐入小学校校歌（1931年／作詞：北原白秋）
- 神奈川県鎌倉市立第一小学校校歌（1955年／作詞：吉野秀雄）
- 神奈川県三浦市立三崎小学校校歌（1937年／作詞：北原白秋）
- 新潟県魚沼市立伊米ヶ崎小学校校歌（作詞：北原白秋）
- 福井県福井市麻生津小学校校歌（作詞：藤井乙男）
- 福井県小浜市立今富小学校校歌（作詞：三井兵治）
- 福井県坂井市立春江小学校校歌（作詞：北原白秋）
- 岐阜県多治見市立養正小学校校歌（作詞：鈴木敏也）
- 静岡県小山町立成美小学校校歌
- 愛知県蟹江町立学戸小学校校歌（作詞：サトウハチロー）
- 愛知県蟹江町立蟹江小学校校歌（作詞：サトウハチロー）
- 愛知県蟹江町立新蟹江小学校校歌（作詞：サトウハチロー）
- 愛知県蟹江町立須西小学校校歌（作詞：サトウハチロー）
- 愛知県蟹江町立舟入小学校校歌（作詞：サトウハチロー）
- 三重県松阪市立機殿小学校（作詞：佐佐木信綱）
- 兵庫県神戸市立川池小学校校歌（作詞：富田砕花）
- 兵庫県たつの市立龍野小学校校歌（作詞：三木露風）
- 兵庫県福崎町立田原小学校校歌（作詞：長谷川善雄）
- 奈良県橿原市立晩成小学校校歌（1953年／作詞：藤浦洸）
- 鳥取県米子市立明道小学校校歌（作詞：明道校校歌制定委員会）
- 山口県下関市立清末小学校校歌（作詞：毛利元恒）
- 山口県下関市立名池小学校校歌（作詞：有光牛声）
- 山口県萩市立育英小学校校歌（1953年／作詞：田中俊資）
- 愛媛県新居浜市立惣開小学校校歌（作詞：越智武平、補作：山口誓子）
- 福岡県北九州市立平原小学校校歌（作詞：北原白秋）
- 長崎県長崎市立勝山小学校
- 熊本県南関町立南関第一小学校校歌（作詞：北原白秋）
- 熊本県八代市立植柳小学校校歌（作詞：北原白秋）
- 大分県大分市立日岡小学校校歌
- 鹿児島県鹿児島市立清水小学校校歌（1929年／作詞：佐々木信香）

#### その他一貫校などの学校歌
- 大谷中学校・大谷高等学校（京都府）旧校歌
- 細田学園中学校・高等学校校歌（作詞：岡田恒輔）
- 日出学園（幼稚園～高校一貫）学園歌（作詞：西條八十）
- 暁星中学校・高等学校校歌（1936年／作詞：北原白秋）
- 文化学院、専門学校および高等専修学校式歌「賀頌」（1924年／作詞：与謝野晶子）
- 東洋英和女学院（現：東洋英和女学院中学部・高等部）校歌（1934年／作詞：北原白秋）
- 宝仙学園中学校・高等学校校歌（1933年／作詞：北原白秋）
- 桜丘女子商業学校（現：桜丘中学・高等学校）校歌（1939年／作詞：西條八十）
- 安城学園学園歌「永遠（とわ）の女」（1952年／作詞：大木惇夫）[60]
- 大谷中学校校歌「月の輪原頭」（旧校歌[61]／作詞：北原白秋）
- 関西大学第一中学校・高等学校校歌（作詞：服部嘉香）
- 関西大学中等部・高等部校歌（作詞：服部嘉香）
- 四天王寺中学校・高等学校校歌（作詞：北原白秋）
- 帝塚山学院中学校・高等学校学院歌（作詞：寿岳文章）
- 松蔭高等女学校（現：松蔭中学校・高等学校 (兵庫県)）校歌（1939年／作詞：浅野勇）
- 仁川学院（幼稚園～高校一貫）学院歌（1964年／作詞：大木惇夫）
- 芦屋高等女学校校歌（作詞：富田砕花） - 現：芦屋学園中学校・高等学校の旧校歌

#### 自治体歌
- 山形県米沢市民歌（1959年／作詞：田中道一）- 市制70周年記念として「唇に歌を」のタイトルで一般公募によりつくられた[62]。
- 福島県福島市歌（1936年／作詞：北原白秋）
- 茨城県水戸市歌（1935年制定の旧市歌／作詞：北原白秋）
- 東京市歌（1923年／作詞：高田耕甫）
- 東京市童謡（1923年／作詞：吉田栄次郎）
- 東京都千代田区歌（1957年／作詞：佐藤春夫）
- 東京都港区歌（作詞：柳田仲之助）
- 東京都大田区歌（1954年／作詞：向井みどり、補作：高橋掬太郎）
- 東京府松江町歌「わかき松江」（1929年／作詞：北原白秋）
- 東京都八王子市歌（1936年／作詞：北原白秋）
- 神奈川県横須賀市歌（1937年制定の旧市歌／作詞：北原白秋）
- 長野県須坂市民歌（1957年／作詞：南沢次勇、補訂：大木惇夫）[63]
- 長野県米沢村歌（1936年／作詞：北原白秋）
- 静岡県吉原市歌 (1957年3月／作詞：山宮充）
- 愛知県岡崎市歌（1937年／作詞：北原白秋）
- 兵庫県西宮市歌（1946年／作詞：北村正元）
- 兵庫県網干町歌（1928年／作詞：北原白秋）[64]
- 和歌山県民歌（1948年／作詞：西川好次郎）
- 和歌山県和歌山市市歌（1955年／作詞：佐藤春夫）
- 山口県下関市歌（1932年／作詞：石川千史、補訂：北原白秋）
- 大分県大分市歌（1928年／作詞：須賀金夫）
- 鹿児島県民の歌（1948年／作詞：坂口利雄）
- 鹿児島県川内市民歌（1947年／作詞：芳賀武）

#### 社歌等
- 日本国有鉄道「鉄道精神の歌～轟け鉄輪～」（1934年／作詞：北原白秋）[65] - 国鉄職員の鉄道魂を歌ったもの。鉄歌: 鉄道会社の歌に収録されている。
- 内務省 (日本)樺太庁庁歌　｢樺太島歌｣　（1938年／作詞：本間一咲）
- 東京鉄道病院歌「椎の木の歌」（1938年／作詞：北原白秋）
- 丸善社歌「風に見よ」（1938年／作詞：北原白秋）[66]
- 八幡製鐵所所歌「鉄なり　秋なり」（作詞：北原白秋）
- 学習研究社社歌（作詞：西條八十）
- 呉羽紡績社歌（作詞：西條八十）
- 日魯漁業社歌（作詞：鈴木徳三）
- 日本音楽著作権協会創立25周年記念歌「ジャスラックの歌」（作詞：西條八十）
- ポーラ化粧品「ポーラ音頭」（作詞：西條八十）、「あの花この花」（作詞：西條八十）
- 日本電報通信社社歌（1930年作の旧社歌／作詞：北原白秋）
- 福助足袋社歌（1937年、同社創業55周年／作詞：北原白秋）
- 日本電気社歌（1940年／作詞：北原白秋）
- 白洋舍社歌（1939年／作詞：北原白秋）
- 大和銀行行歌（作詞：藤浦洸）
- 塩野義製薬社歌（作詞：大木惇夫）
- 安田火災海上保険社歌「かがやく翼」（1963年／詞は社内公募による。作詞：南出弘 補詞：西條八十）および愛唱歌（作詞：サトウハチロー）
- ボーイスカウト日本連盟歌「花はかおるよ」（1924年／作詞：葛原しげる）
- 全日本婦選大会「婦選の歌（同じく人なる）」（1930年／作詞：与謝野晶子）、「婦選の歌（東の果に島あり）」（1930年／作詞：深尾須磨子）
- 前進座座歌（1936年／作詞：北原白秋）
- 多磨風体歌 第一（作詞：北原白秋）
- 北海タイムス社懸賞当選歌「北海道歌」（1940年／日本コロムビア） - 藤山一郎と二葉あき子のデュエット曲
- 近畿日本鉄道2代目社歌（1948年。PHP研究所刊の『近畿日本鉄道のひみつ』に掲載され、一般に公開されている）

#### スポーツ関連
- 国際オリムピック派遣選手応援歌“走れ大地を”（1932年／作詞：齋藤龍） - 歌唱：中野忠晴
- 全国中等学校優勝野球大会行進歌（1935年／作詞：富田砕花）、全国高校野球選手権「大会行進曲」
- 職業野球団ライオン軍応援歌“制覇に進む若き獅子”（1939年／作詞：八木好美）

### 編曲
- 田中穂積作曲『麗しき天然』（1924年、ヴァイオリンとピアノ、ト短調） - 唱歌『美しき天然』の編曲[67]。
- 瀧廉太郎作曲『荒城の月』（1928年、ヴァイオリンとピアノ、ト短調） - 同名の歌曲の編曲[68]。
- 『今様』（チェロとピアノ） - モーリス・マレシャルの手によって録音された。マレシャル演奏の調性はロ短調。長らくCBCラジオ・テレビのクロージング[注釈 4]として使用された。